# Stephanodaphne geminata
Stephanodaphne geminata är en tibastväxtart som beskrevs av Joseph Marie Henry Alfred Perrier de la Bâthie. Stephanodaphne geminata ingår i släktet Stephanodaphne och familjen tibastväxter. Inga underarter finns listade i Catalogue of Life.